# Luíza Almeida
Luíza Tavares de Almeida (São Paulo, 7 de setembro de 1991) é uma amazona brasileira.
Neta de um criador de cavalos manga-largas, foi influenciada, desde cedo, a aprender a montar.
Conquistou a medalha de bronze nos Jogos Pan-Americanos de 2007 no Rio de Janeiro. Participou dos Jogos Olímpicos de Verão de 2008 em Pequim com apenas 16 anos, e entrou para a história como a mais jovem atleta do hipismo em Jogos Olímpicos. Foi aos Jogos Pan-Americanos de 2011 em Guadalajara e ficou em 40º lugar na competição individual, tendo sido também a brasileira mais bem colocada na prova de adestramento. No ano seguinte participou dos  Jogos Olímpicos de Londres.
É terceiro-sargento da cavalaria do exército brasileiro, corporação pela qual ganhou a medalha de ouro individual e prata por equipe nos V Jogos Mundiais Militares.